# Годси, Кристен
Кристен Рогех Годси (Kristen Ghodsee; родилась 26 апреля 1970 г.) — американский этнограф и профессор российских и восточноевропейских исследований в Университете Пенсильвании. Известна, в первую очередь, своими этнографическими работами по посткоммунистической Болгарии, а также вкладом в области постсоциалистических гендерных исследований. Вопреки преобладающему мнению большинства ученых-феминисток, в 1990-х годах считавших, что крах коммунизма нанесет женщинам непропорционально больший ущерб, Годси утверждала, что многие восточноевропейские женщины, на самом деле, будут жить лучше мужчин на новых конкурентных рынках труда, благодаря культурному капиталу, приобретенному ими до 1989 года. Она критически относилась к роли западных феминистских неправительственных организаций в работе с восточноевропейскими женщинами в 1990-е годы. Также исследовала изменение гендерных отношений в мусульманских меньшинствах посткоммунистических стран и пересечение исламских верований и практик с идеологическими остатками марксизма-ленинизма.

## Образование
Получила степень бакалавра в Калифорнийском университете в Санта-Круз и докторскую степень Калифорнийского университета в Беркли. Была награждена многочисленными исследовательскими стипендиями, в том числе стипендиями Национального научного фонда, Фулбрайта и Американского совета научных обществ, Совета по международным исследованиям и обменам (IREX) и Национального совета по исследованиям Евразии и Восточной Европы. Состояла научным сотрудником Института перспективных исследований в Принстоне, Международного центра ученых Вудро Вильсона в Вашингтоне, Института демографических исследований Макса Планка в Ростоке и Института перспективных исследований Рэдклиффа. Обучалась в Гарвардском университете и Фрайбургском институте перспективных исследований (FRIAS). В 2012 году была избрана президентом Общества гуманистической антропологии.

## Ностальгия по коммунизму и неолиберализм
В 2004 году Годси опубликовала одну из первых статей по вопросу гендерных аспектов растущей ностальгии по коммунистической эпохе в Восточной Европе . Уже с конца 1990-х годов различные учёные изучали феномен так называемой остальгии в бывшей Восточной Германии и
«юго-ностальгии» в государствах-преемниках бывшей Югославии. В этой работе Годси рассматривала ностальгию по коммунизму как необходимую фазу, которую должно было пройти население бывших соцстран, чтобы полностью порвать со своим коммунистическим прошлым. Её концепция «красной ностальгии» описывала утрату реальных материальных благ социалистического прошлого. Впоследствии Годси исследовала феномен общественной памяти о коммунизме, Второй мировой войне и болгарском Холокосте.
В своей книге 2017 года «Red Hangover: Legacies of Twentieth-Century Communism» Годси утверждает, что рост национализма в странах бывшего Восточного блока был вызван покровительственным отношением Запада после окончания Холодной войны и искусственной увязкой всех левых и социалистических идей с ужасами сталинизма. Образовавшийся идейный вакуум был заполнен неолиберализмом, несвойственным этим странам, что привело к экономическим потерям, безработице и росту неравенства. Годси считает, что пришло время «переосмыслить демократический проект, чтобы спасти его из мёртвой хватки неолиберализма».

## Популярная этнография
Более поздние работы Годси сочетают в себе традиционную этнографию с беллетристикой, что позволяет приблизить академические результаты к потребностям широкой аудитории. Вдохновленная работами Клиффорда Гирца и следуя принципам «насыщенного описания», Годси работает в жанре так называемой литературной этнографии.
В книге «Lost in Transition: Ethnographies of Everyday Life After Communism» этнографические очерки описывают человеческую сторону политического и экономического перехода от коммунизма к демократии .

## Критика
Исследования Годси вызвали критику западных феминисток. Так, философ Нанетт Функ включила Годси в число «ревизионисток феминизма», которые описывают достижения женских организаций в соцстранах, игнорируя авторитарный характер коммунистических режимов в Восточной Европе. Функ утверждает, что «феминистские ревизионисты» склонны «искать женское влияние в марксистском прошлом» и что это ведёт к искажениям прошлого за счёт «слишком смелых заявлений» о возможностях феминистского активизма при коммунизме.

## Личная жизнь
Годси называет себя представительницей «пуэрто-риканско-персидского наследия» (её отец был иранцем, а мать — пуэрториканкой). Годси выросла в Сан-Диего, где в университете она познакомилась и вышла замуж за болгарского студента-юриста. В браке имеет дочь.